# 西部方面警務隊
西部方面警務隊（せいぶほうめんけいむたい、JGSDF Western Army Military police Group）は、陸上自衛隊健軍駐屯地（熊本県熊本市東区）に駐屯する警務隊隷下の警務科部隊である。

## 概要
隊長は1等陸佐（二）が充てられ、方面隊管内を地区警務隊単位に区分し、そこから更に派遣隊およびその連絡班として分派され、警務職務を任務とする。

## 沿革
- 1956年（昭和31年）1月25日：西部方面警務隊が健軍駐屯地において編成完結。
- 1960年（昭和35年）1月14日：方面管区制施行により、第103地区警務隊・第344・第348・第376・第386各警務隊に改編。
- 1972年（昭和47年）10月3日：第105地区警務隊が那覇駐屯地に新編。
- 1973年（昭和48年）3月27日：警務隊改編（駐屯地警務隊を廃止し、師団警備地域に対応する地区警務隊に改編）。

1. 西部方面警務隊本部および第103地区警務隊（福岡駐屯地：第4師団管内を担当）、第105地区警務隊（那覇駐屯地：第1混成団管内を担当）が改編。
2. 第117地区警務隊（第8師団管内を担当）が北熊本駐屯地に新編。
3. 第344・第348・第376・第386各警務隊が廃止。

- 2008年（平成20年）3月26日：警務隊改編。

1. 第103・第105・第117地区警務隊を廃止し、第134（福岡駐屯地）・第135（北熊本駐屯地）・第136（那覇駐屯地）地区警務隊に改編。
2. 西部方面総監直轄部隊たる第303保安中隊（健軍駐屯地）を第303保安警務中隊として編合。

## 部隊編成
- 西部方面警務隊本部（健軍駐屯地）

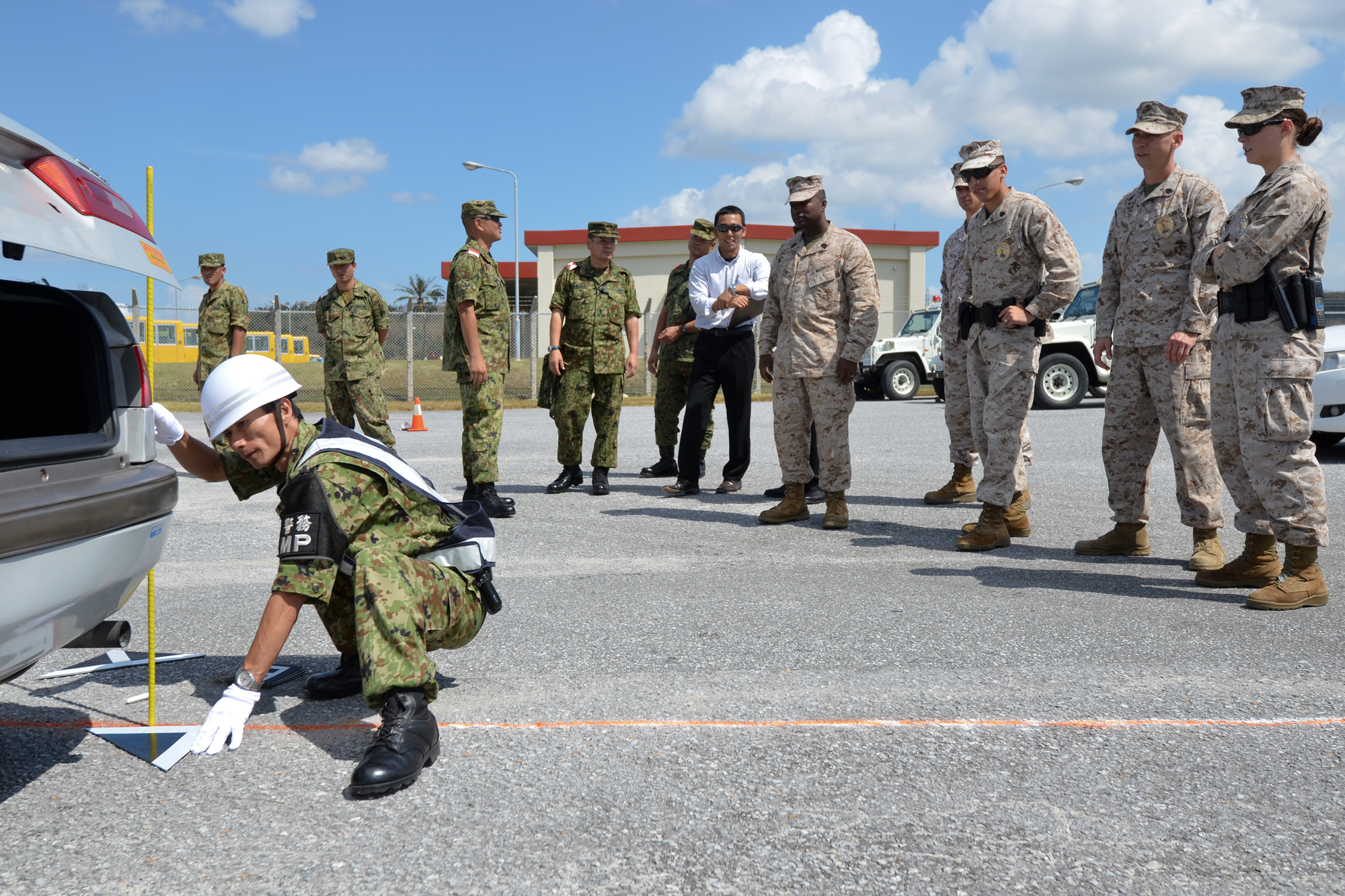
実地検証で事故車両の検証手順を米海兵隊憲兵隊に披露する西部方面警務隊第136地区警務隊員（写真左）。

- 第134地区警務隊（福岡駐屯地）：第4師団（福岡県・大分県・長崎県および佐賀県）管内を担当
- 第135地区警務隊（北熊本駐屯地）：第8師団（熊本県・鹿児島県および宮崎県）管内を担当
- 第136地区警務隊（那覇駐屯地）：第15旅団（沖縄県）管内を担当
- 第303保安警務中隊（健軍駐屯地）

## 主要幹部
| 官職名           | 階級          | 氏名     | 補職発令日     | 前職                             |
| ---------------- | ------------- | -------- | -------------- | -------------------------------- |
| 西部方面警務隊長 | 1等陸佐（二） | 竹内義則 | 2025年07月01日 | 陸上幕僚監部警務管理官付総括班長 |
| 副隊長           | 2等陸佐       | 佐藤雅之 | 2019年12月01日 | 警務隊本部企画訓練科長           |

| 代 | 氏名                   | 在職期間                                                    | 前職                               | 後職                             |
| -- | ---------------------- | ----------------------------------------------------------- | ---------------------------------- | -------------------------------- |
|    | 今別府義光 （2等陸佐） | 1961年03月16日 - 1964年07月15日                             | 西部方面警務隊副隊長               | 西部方面総監部警務課長           |
|    | 稲生廣美 （3等陸佐）   | 1964年07月16日 - 1968年03月15日 ※1965年07月01日 2等陸佐昇任 | 陸上自衛隊業務学校勤務             | 警務隊本部勤務                   |
|    | 岡田利通 （2等陸佐）   | 1968年03月16日 - 1969年07月15日                             | 警務隊本部勤務                     | 中部方面警務隊長                 |
|    | 園村新三               | 0000年00月00日 - 1973年07月15日 ※1971年07月01日 1等陸佐昇任 | （2等陸佐）                        | 陸上自衛隊航空学校勤務           |
|    | 山口芳丸               | 1973年07月16日 - 1975年03月16日                             | 西部方面総監部警務課勤務           | 東部方面総監部警務課長           |
|    | 寺山政信               | 1975年03月17日 - 1977年07月31日 ※1976年01月01日 1等陸佐昇任 | 西部方面警務隊副隊長 （2等陸佐）   | 陸上幕僚監部警務課警務班長       |
|    | 野口晋                 | 1977年08月01日 - 1978年11月30日 ※1978年03月16日 1等陸佐昇任 | 陸上自衛隊業務学校勤務 （2等陸佐） | 東部方面警務隊長                 |
|    | 稲葉整三郎             | 1978年12月01日 - 1980年07月31日                             | 東部方面警務隊副隊長               | 警務隊本部勤務                   |
|    | 笠原利治               | 1980年08月01日 - 1982年03月15日                             | 西部方面警務隊副隊長               | 陸上幕僚監部監理部法務課法規班長 |
|    | 西野晴隆               | 1982年03月16日 - 1983年07月31日                             | 警務隊本部勤務                     | 陸上自衛隊業務学校学校教官       |
|    | 松友恒憲               | 1983年08月01日 - 1987年03月15日                             | 東部方面警務隊副隊長               | 第2混成団本部勤務                |
|    | 溝口格                 | 1987年03月16日 - 1990年03月15日                             | 陸上幕僚監部人事部警務課警務班長   | 西部方面総監部勤務               |
|    | 池田順市               | 1990年03月16日 - 1994年03月31日                             | 警務隊本部企画訓練科長             | 東部方面警務隊長                 |
|    | 町田恭行               | 1994年04月01日 - 1995年07月31日                             | 中部方面警務隊長                   | 陸上自衛隊幹部候補生学校勤務     |
|    | 鈴谷宏隆               | 1995年08月01日 - 1997年03月25日                             | 東北方面警務隊長                   | 中部方面警務隊長                 |
|    | 乗安充和               | 1997年03月26日 - 2000年04月27日                             | 陸上自衛隊業務学校警務教育部長     | 北部方面警務隊長                 |
|    | 宮本周三               | 2000年04月28日 - 2001年03月26日                             | 第103地区警務隊長                  | 陸上幕僚監部監理部総務課渉外班長 |
|    | 松原和雄               | 2001年03月27日 - 2004年07月31日                             | 陸上幕僚監部人事部警務課警務班長   | 警務隊本部付 →2004年9月6日 退職  |
|    | 浜武俊二               | 2004年08月01日 - 2006年08月03日                             | 第9師団司令部監察官                | 警務隊本部勤務                   |
|    | 佐々木伸司             | 2006年08月04日 - 2008年07月31日                             | 陸上幕僚監部副警務管理官           | 警務隊副隊長                     |
|    | 飯田裕久               | 2008年08月01日 - 2011年11月30日                             | 第9師団司令部監察官                | 陸上自衛隊小平学校警務教育部長   |
|    | 藤田恵一               | 2011年12月01日 - 2012年12月03日                             | 中央警務隊長                       | 警務隊本部勤務                   |
|    | 清野純一               | 2012年12月04日 - 2015年11月30日                             | 陸上自衛隊小平学校人事教育部長     | 陸上自衛隊小平学校警務教育部長   |
|    | 福田正弘               | 2015年12月01日 - 2018年03月22日                             | 陸上自衛隊幹部学校主任教官         | 陸上幕僚監部警務管理官           |
|    | 長谷塲修也             | 2018年03月23日 - 2020年12月21日                             | 中部方面総監部監察官               | 陸上幕僚監部警務管理官           |
|    | 古頭慎一               | 2020年12月22日 - 2023年03月22日                             | 陸上幕僚監部副警務管理官           | 東北方面総監部法務官             |
|    | 原 健                  | 2023年03月23日 - 2024年12月19日                             | 東北方面総監部法務官               | 陸上自衛隊小平学校勤務           |
|    | 戸星善敦               | 2024年12月20日 - 2025年06月30日                             | 中央警務隊長                       | 東北方面総監部法務官             |
|    | 竹内義則               | 2025年07月01日 -                                            | 陸上幕僚監部警務管理官付総括班長   |                                  |

## 主要装備
- 1/2tトラック / 73式小型トラック
- 1 1/2tトラック / 73式中型トラック
- 業務車4号
- 乗用車 (陸上自衛隊用)（覆面パトカー型）
- 業務トラック
- ホンダ・VFR400
- ホンダ・CB400SF
- 89式5.56mm小銃
- 9mm拳銃
- 12.7mm重機関銃